# Банкеро, Паоло
Па́оло Наполео́н Дже́ймс Банке́ро (англ. и итал. Paolo Napoleon James Banchero; род. 12 ноября 2002 года в Сиэтле, штат Вашингтон, США) — американский и итальянский профессиональный баскетболист, выступающий в Национальной баскетбольной ассоциации за команду «Орландо Мэджик». Играет на позиции тяжёлого форварда.

## Карьера в НБА

### Орландо Мэджик (2022—настоящее время)
Паоло Банкеро был выбран командой «Орландо Мэджик» под первым номером на драфте НБА 2022 года. 7 июля 2022 года он дебютировал в летней лиге НБА в матче против «Хьюстон Рокетс», набрав 17 очков, 4 подбора и 6 передач, он помог команде победить со счётом 91:77. 3 октября 2022 года он дебютировал в предсезонном турнире в матче против «Мемфис Гриззлис» и набрал 8 очков, 2 подбора и 1 передачу. А уже через 17 дней, 19 октября, он дебютировал в НБА, набрав 27 очков, 9 подборов, 5 передач и 2 блока в матче против «Детройт Пистонс». Он также стал вторым игроком в истории НБА, которому удалось набрать минимум 25 очков, 5 подборов и 5 передач в дебютном матче.
По итогам регулярного сезона 2022/23 Банкеро был назван новичком года НБА. Банкеро – третий игрок «Орландо», получивший эту награду (после Шакила О’Нила и Майка Миллера).
4 октября 2023 года «Мэджик» активировали опцию в контракте игрока, продлив соглашение с ним до конца сезона 2024/25.
7 декабря 2023 года в матче против «Кливленд Кавальерс» Банкеро обновил личный рекорд, набрав в матче 42 очка, а также 6 подборов и 2 блок-шота. Банкеро присоединился к Шакилу О’Нилу и Трэйси Макгрэди как единственным игрокам в истории «Мэджик» с 40 и более набранными очками в матче в возрасте 21 года или младше. 6 января Банкеро записал на свой счет первый в карьере трипл-дабл, набрав 30 очков, 10 подборов, 11 передач и 3 перехвата в победе над «Денвер Наггетс» со счетом 122-120. 1 февраля 2024 года Банкеро был приглашен на свою первую в карьере игру всех звезд в качестве запасного игрока Восточной конференции. 24 февраля Банкеро набрал 15 очков и реализовал победный бросок в матче над «Детройт Пистонс» со счетом 112-109.
20 апреля Банкеро сыграл в своем первом в карьере матче плей-офф, набрав 24 очка, 7 подборов и 5 передач, но совершив девять потерь в проигрыше со счетом 83-97 в 1 игре первого раунда против «Кливленд Кавальерс». Уступая 0-2 перед третьей игрой, Банкеро привел «Орландо» к победе над «Кливлендом» со счетом 121-83, набрав 31 очко и 14 подборов. В пятой игре Банкеро набрал рекордные в карьере 39 очков, а также восемь подборов и четыре передачи в поражении от «Кавальерс» со счетом 103-104. Орландо проиграл «Кливленду» в семи матчах, несмотря на 38 очков Банкеро и рекордные в карьере 16 подборов в 7-й игре со счетом 94-106.
23 октября 2024 года, в стартовой игре сезона «Мэджик», Банкеро набрал 33 очка и сделал 11 подборов в победе над «Майами Хит» со счетом 116-97. Он присоединился к Шакилу О'Нилу и Трейси Макгрэди как единственным игрокам в истории «Мэджик», набравших не менее 30 очков и 10 подборов в стартовой игре сезона. 28 октября Банкеро набрал 50 очков, 13 подборов, 9 передач и 2 блока в победе над «Индианой Пэйсерс» со счетом 119:115, что стало для него лучшим результатом в карьере.
30 октября во время игры против «Чикаго Буллз» Банкеро получил разрыв косой связки с правой стороны. Позже Банкеро заявил, что играл через боль, обратившись за медицинской помощью только после поражения «Орландо». 1 ноября, за несколько часов до игры против «Кливленда», диагноз Банкеро был обнародован. В настоящее время ожидается, что он пройдет повторное обследование через четыре-шесть недель после постановки первоначального диагноза и дата возвращения в строй пока не определена. Банкеро вернулся 10 января 2025 года, набрав 34 очка и сделав семь подборов в матче против «Милуоки Бакс» (109:106). 20 февраля Банкеро набрал 36 очков, сделал 10 подборов и пять передач в победе над «Атлантой Хокс» (114:108). Он присоединился к Шакилу О'Нилу и Трейси Макгрэди как единственным игрокам в истории «Мэджик», в нескольких матчах набравших не менее 35 очков, 10 подборов и пяти передач.
25 марта Банкеро в 4-й раз подряд набрал 30 и более очков (32) в победной игре с «Шарлотт Хорнетс» (111:104). На счету игрока 32 очка, 7 подборов и 6 передач.
29 марта Банкеро в матче против «Сакраменто Кингз» (121:91) набрал 24 очка за 29 минут, а также 6 подборов и 6 передач.
8 июля было объявлено, что Банкеро подпишет 5-летнее продление контракта на 239 млн долларов. Соглашение начнет действовать с сезона 2026/27 и включает опцию игрока на сезон 2030/31. Новый контракт игрока стал самым большим за всю историю франшизы «Орландо».

## Карьера за сборную
Банкеро родился в США, но имеет право выступать за сборную Италии. Сначала он решил, что будет выступать именно за европейскую сборную. Он также был вызван в сборную в ноябре 2020 года для участия в квалификации к чемпионату Европы, однако не принял участия ни в одном матче. В июне 2023 года Банкеро поменял своё решение по поводу сборной и выразил готовность выступить за сборную США на чемпионате мира 2023 года.

## Статистика

### Статистика в НБА
| Сезон                                                                                    | Команда | Регулярный сезон | Регулярный сезон | Регулярный сезон | Регулярный сезон | Регулярный сезон | Регулярный сезон | Регулярный сезон | Регулярный сезон | Регулярный сезон | Регулярный сезон | Регулярный сезон | Серия плей-офф | Серия плей-офф | Серия плей-офф | Серия плей-офф | Серия плей-офф | Серия плей-офф | Серия плей-офф | Серия плей-офф | Серия плей-офф | Серия плей-офф | Серия плей-офф |
| Сезон                                                                                    | Команда | GP               | GS               | MPG              | FG%              | 3P%              | FT%              | RPG              | APG              | SPG              | BPG              | PPG              | GP             | GS             | MPG            | FG%            | 3P%            | FT%            | RPG            | APG            | SPG            | BPG            | PPG            |
| ---------------------------------------------------------------------------------------- | ------- | ---------------- | ---------------- | ---------------- | ---------------- | ---------------- | ---------------- | ---------------- | ---------------- | ---------------- | ---------------- | ---------------- | -------------- | -------------- | -------------- | -------------- | -------------- | -------------- | -------------- | -------------- | -------------- | -------------- | -------------- |
| 2022/23                                                                                  | Орландо | 72               | 72               | 33,8             | 42,7             | 29,8             | 73,8             | 6,9              | 3,7              | 0,8              | 0,5              | 20,0             | Не участвовал  | Не участвовал  | Не участвовал  | Не участвовал  | Не участвовал  | Не участвовал  | Не участвовал  | Не участвовал  | Не участвовал  | Не участвовал  | Не участвовал  |
|                                                                                          | Всего   | 72               | 72               | 33,8             | 42,7             | 29,8             | 73,8             | 6,9              | 3,7              | 0,8              | 0,5              | 20,0             | Не участвовал  | Не участвовал  | Не участвовал  | Не участвовал  | Не участвовал  | Не участвовал  | Не участвовал  | Не участвовал  | Не участвовал  | Не участвовал  | Не участвовал  |
| Наведите курсор мыши на аббревиатуры в заголовке таблицы, чтобы прочесть их расшифровку. |         |                  |                  |                  |                  |                  |                  |                  |                  |                  |                  |                  |                |                |                |                |                |                |                |                |                |                |                |

### Статистика в колледже
| Сезон                                                                                   | Команда | GP | GS | MPG  | FG%  | 3P%  | FT%  | RPG | APG | SPG | BPG | PPG  |  |
| --------------------------------------------------------------------------------------- | ------- | -- | -- | ---- | ---- | ---- | ---- | --- | --- | --- | --- | ---- |  |
| 2021/22                                                                                 | Дьюк    | 39 | 39 | 33,0 | 47,8 | 33,8 | 72,9 | 7,8 | 3,2 | 1,1 | 0,9 | 17,2 |  |
|                                                                                         | Всего   | 39 | 39 | 33,0 | 47,8 | 33,8 | 72,9 | 7,8 | 3,2 | 1,1 | 0,9 | 17,2 |  |
| Наведите курсор мыши на аббревиатуры в заголовке таблицы, чтобы прочесть их расшифровку |         |    |    |      |      |      |      |     |     |     |     |      |  |